# Riedelia (plante)
Genre
Classification APG II (2003)
Riedelia est un genre de plantes de la famille des Zingiberaceae décrit pour la première fois en 1883 par Daniel Oliver, dans "Hooker's Icones Plantarum; or Figures, with brief Descriptive Characters and Remarks of New or Rare Plants"  (Hooker's Icon. Pl. 15: t. 1419)  .
Il comprend environ 75 espèces qui se distribuent en Papouasie-Nouvelle-Guinée, aux Molucques et aux Iles Salomon.
Parmi les espèces se trouve  Riedelia charontis, qui fut formellement décrite en 2010.

## Liste d'espèces
Selon World Checklist of Selected Plant Families (WCSP) (12 sept 2011) :

## Espèces aux noms synonymes, obsolètes et leurs taxons de référence
Selon World Checklist of Selected Plant Families (WCSP) (10 sept 2011) :